# Mildred, Texas
Mildred är en kommun (town) i Navarro County i Texas. Vid 2010 års folkräkning hade Mildred 368 invånare.